# Бардех-Кіш
Бардех-Кіш (перс. برده كيش) — село в Ірані, входить до складу дехестану Дул у Центральному бахші шахрестану Урмія провінції Західний Азербайджан.